# Jonasz Kofta

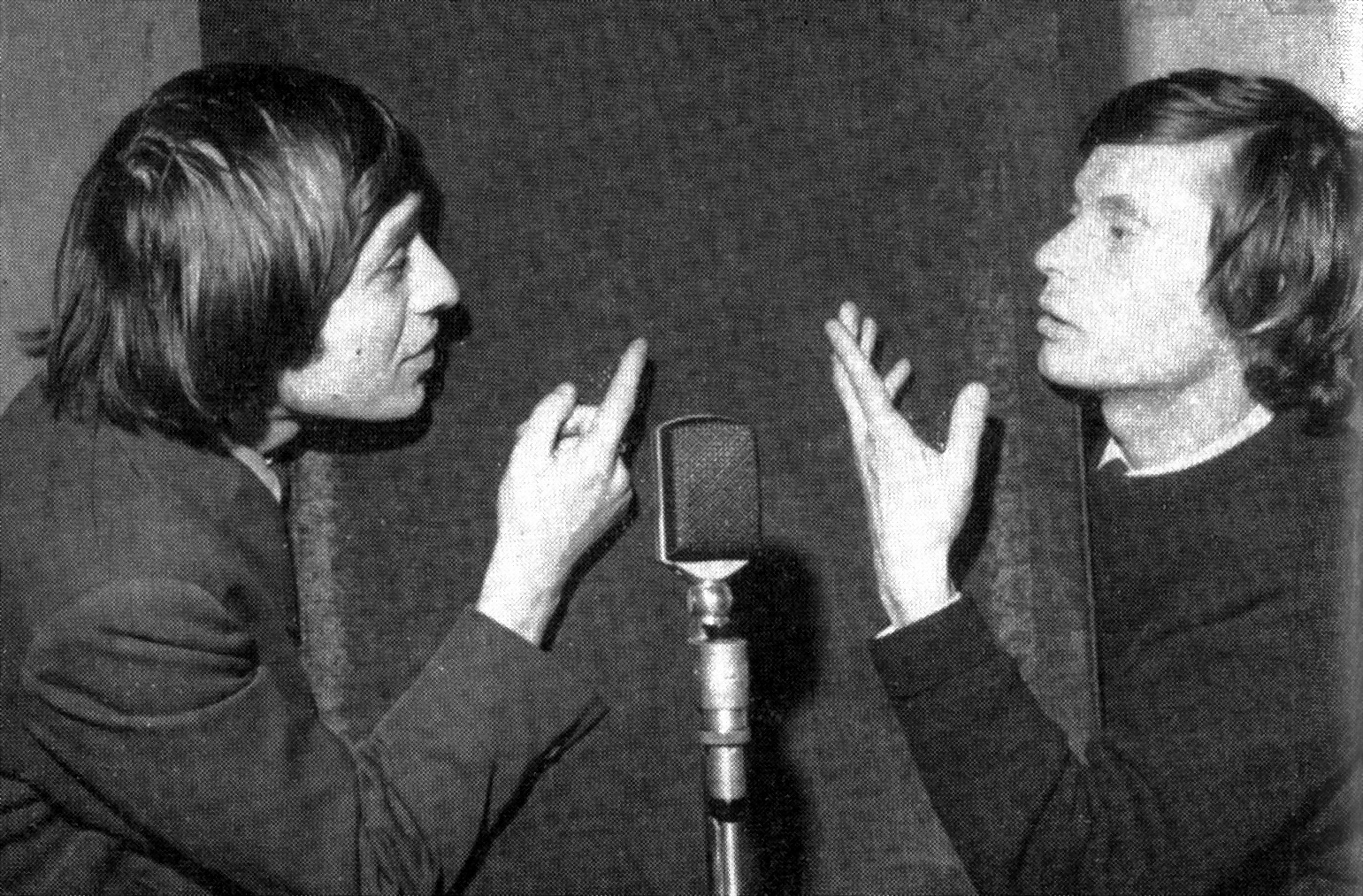
Jonasz Kofta ze Stefanem Friedmannem podczas nagrywania audycji, lata 60.

Jonasz Kofta, właśc. Janusz Kaftal (ur. 28 listopada 1942 w Mizoczu, zm. 19 kwietnia 1988 w Warszawie) – polski poeta, dramaturg, satyryk, piosenkarz i malarz.

## Życiorys
Urodził się 28 listopada 1942 w Mizoczu na Wołyniu jako syn Mieczysława Kaftala z Warszawy i Marii Jaremczuk z Mizocza. Po ojcu miał żydowskie pochodzenie, matka zaś była Ukrainką. Rodzice poznali się na studiach w Warszawie. Po wysiedleniu z Wołynia Jonasz zamieszkał z rodzicami we Wrocławiu, gdzie jego ojciec współzakładał rozgłośnię Polskiego Radia, a następnie w latach 1952–1956 w Katowicach, gdzie jego ojciec był redaktorem naczelnym Radia Katowice. W latach następnych Koftowie z dziećmi przeprowadzali się kolejno do Łodzi i Poznania, gdzie matka wykładała germanistykę na tamtejszych uniwersytetach.
W 1961 ukończył Liceum Plastyczne im. Piotra Potworowskiego w Poznaniu. Nie dostał się na studia architektoniczne, przez kilka miesięcy studiował na Wydziale Inżynierii Budowlanej Politechniki Warszawskiej, by zamienić je na studia na Wydziale Malarstwa warszawskiej Akademii Sztuk Pięknych. W tym czasie ujawnił się jego talent literacki i kabaretowy. Wraz z Adamem Kreczmarem i Janem Pietrzakiem w 1962 utworzył kabaret Centralnego Klubu Studentów Warszawy „Hybrydy”. W 1964 został jego kierownikiem literackim.
W latach następnych współpracował z Teatrem Syrena, był współzałożycielem i wykonawcą w kabarecie Pod Egidą, współdziałał między innymi ze Stefanem Friedmannem (cykle Dialogi na cztery nogi i Fachowcy) oraz z Janem Pietrzakiem (Duety liryczno-prozaiczne).
Jego debiutem literackim były fraszki „Warsztat filozoficzny”, „O smutnych ludziach” i „Hasło” opublikowane w 1966 przez tygodnik „Szpilki”. Następne wiersze, satyry i teksty piosenek drukowane były na stronach „Szpilek” (1966, 1968, 1971–1978, 1980–1981) „Radaru” (1967–1969, 1971), „Płomyka” (1967–1971, 1974–1975), „ITD” (1967–1975).
Od 1964 współpracował z Programem III Polskiego Radia. W lutym 1967 został skreślony z listy studentów ASP. Był autorem tekstów piosenek, napisał słowa do przebojów, takich jak m.in.: Wakacje z blondynką, Radość o poranku, Śpiewać każdy może, Jej portret, Samba przed rozstaniem, Pamiętajcie o ogrodach, Taką cię wymyśliłem, Popołudnie, Szary poemat, Do łezki łezka czy Kwiat jednej nocy. Był też wykonawcą wielu przebojów. Publikował wierszowane felietony w „Polityce”.
Zmarł w wyniku powikłań po zakrztuszeniu się podczas posiłku. Wcześniej cierpiał na chorobę nowotworową, którą udało mu się wyleczyć. Cierpiał również na chorobę alkoholową. Pierwszy raz na odwyk alkoholowy trafił w wieku 18 lat. Został pochowany na Cmentarzu Komunalnym na Powązkach (kwatera K-1-57).
Nagrodę (Grand Prix) jego imienia przyznaje jury Ogólnopolskiego Przeglądu Piosenki Autorskiej. W 1994 nagrodę „Jonasz” im. Jonasza Kofty w kategorii twórczości kabaretowej i literackiej ustanowiła redakcja rozrywki Programu III Polskiego Radia. Od  2 czerwca 2007 roku organizowany jest w Warszawie przez Stowarzyszenie Warszawska Scena Bardów oraz Centrum Promocji Kultury Praga-Południe miasta stołecznego Warszawy, z upoważnienia spadkobierców artysty (Jagi Kofty – żony i Piotra Kofty – syna) Ogólnopolski Festiwal im. Jonasza Kofty „Moja Wolności”.
9 października 2009 z udziałem Jagi Kofty (żony) imieniem Jonasza Kofty nazwano Ogólnopolskie Spotkanie Młodych Autorów i Kompozytorów Piosenki (SMAK), odbywające się od 1978 w Myśliborzu, na których Jonasz Kofta był członkiem jury oceniającym uczestników konkursu.

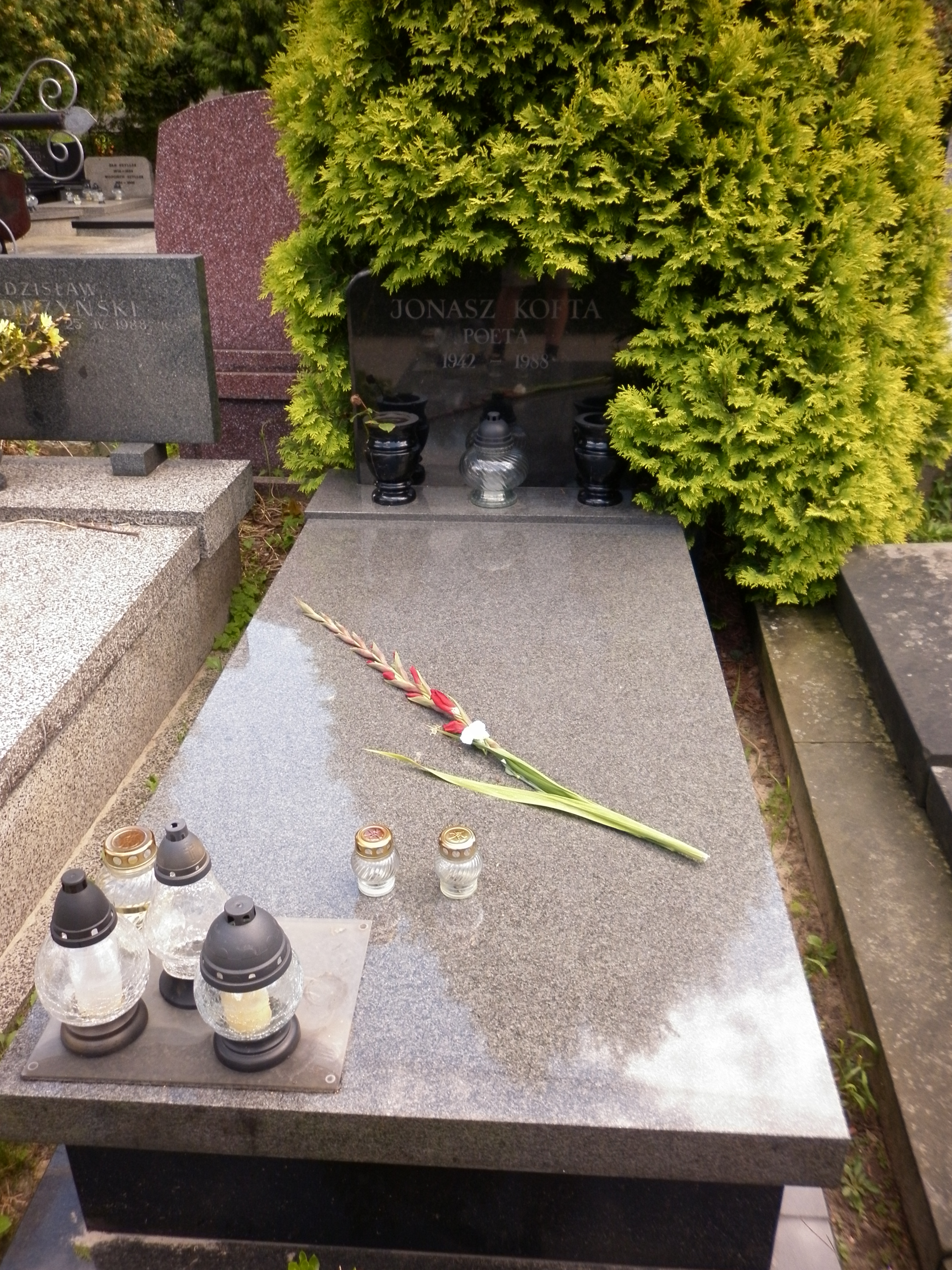
Grób Jonasza Kofty na Cmentarzu Wojskowym na Powązkach

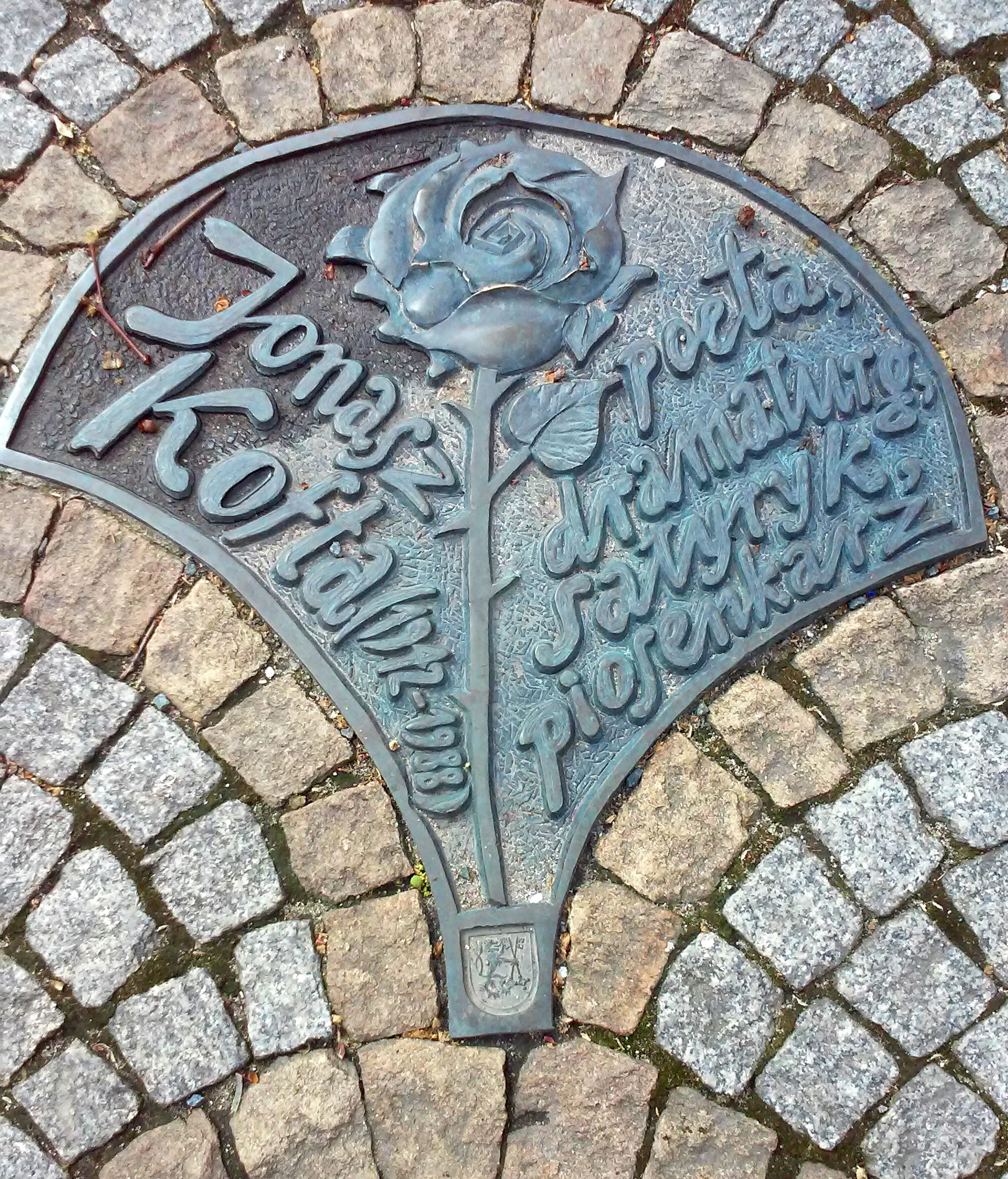
Tablica pamiątkowa w Alei Gwiazd Satyrykonu na legnickim deptaku

## Rodzina
Syn dziennikarza Mieczysława Kofty i prof. Marii Kofty – germanistki. Brat Mirosława Kofty, profesora psychologii, szwagier Krystyny Kofty, pisarki i publicystki, ojciec pisarza Piotra Kofty.

## Cenzura komunistyczna
Nazwisko Jonasza Kofty znalazło się na specjalnej liście, na której umieszczono autorów pod szczególnym nadzorem peerelowskiej cenzury. Tomasz Strzyżewski w swojej książce o cenzurze w PRL publikuje poufną instrukcję cenzorską z 21 lutego 1976 roku Głównego Urzędu Kontroli Prasy, Publikacji i Widowisk, na której umieszczono jego nazwisko oraz wytyczne postępowania.

## Piosenki ze słowami Jonasza Kofty
- „A + B” (muz. Jan Tadeusz Stanisławski)
- „Ballada o pustych ramach” (zespół „Ślady”)
- „Ech, wy ludzie, co żyć potraficie” (zespół „Ślady”)
- „Chcę z tobą być” (muz. Janusz Strobel)
- „Cztery ściany świata” (Czesław Niemen, zespół „Ślady”)
- „Czas nie przyszedł” (muz. Janusz Strobel)
- „Czasami pech się uśmiecha” (muz. Antoni Kopff)
- „Czekamy na wyrok” (muz. Antoni Kopff)
- „Cztery ściany świata” (muz. Czesław Niemen)
- „Deszcz na jeziorach” (muz. Marek Grechuta)
- „Do łezki łezka” (muz. Andrzej Korzyński)
- „Dobry sen” (muz. Piotr Senkowski)
- „Epitafium dla Mahalii Jackson” (muz. Stanisław Sojka)
- „Gwóźdź” (zespół „Ślady”)
- „Idąc” (muz. Jarosław Kukulski)
- „Jeden świat” (muz. Janusz Koman)
- „Jej portret” (muz. Włodzimierz Nahorny, wyk. Bogusław Mec)
- „Jestem zmęczony” (zespół „Ślady”)
- „Kantyczka Franka” (zespół „Ślady”)
- „Kiedy się dziwić przestanę” (muz. Czesław Niemen)
- „Kochać znaczy żyć” (muz. Barbara Bajer)
- „Kochajcie starszych panów” (muz. Leszek Bogdanowicz)
- „Księżyc w nowiu” (muz. Janusz Strobel)
- „Kwiat jednej nocy” (muz. Juliusz Loranc)
- „Menuet dla króla Stasia” (muz. Jerzy Andrzej Marek)
- „Nie oślepiaj” (muz. Andrzej Zieliński)
- „Nieobecni” (muz. Janusz Strobel)
- „Pamiętajcie o ogrodach” (muz. Jan Pietrzak)
- „Piosenka o pośpiechu” (muz. Janusz Strobel)
- „Popołudnie”
- „Radość o poranku” (muz. Juliusz Loranc, wyk. Grupa I)
- „Samba przed rozstaniem” (muz. B. Powell)
- "Słońce" (muz. Daniel Gałązka)
- „Song o ciszy” (muz. Andrzej Zarycki)
- „Song o wyczekiwaniu” (muz. Czesław Majewski)
- „Sposób na czekanie” (muz. Marian Zimiński)
- „Szary poemat”
- „Śpiewać każdy może”
- „Śpiew ocalenia” (muz. Włodzimierz Korcz)
- „Tak będzie lepiej” (zespół „Ślady”)
- „Taką cię wymyśliłem”
- „Tango z różą w zębach” (muz. Włodzimierz Nahorny)
- „To ziemia” (muz. Juliusz Loranc)
- „Trzeba marzyć” (muz. Janusz Strobel)
- „W młodości sadźcie drzewa” (muz. Janusz Kruk)
- „Wakacje z blondynką” (muz. Juliusz Loranc)
- „Wiersz dla malarza Dudy Gracza” (muz. Mirosław Czyżykiewicz)
- „Wiersz dla malarza Dudy Gracza” (zespół „Ślady”)
- „Wołanie Eurydyki” (muz. Jerzy Satanowski)
- „Wszystko za wszystko” (muz. Antoni Kopff)
- „Zapatrzony” (muz. Janusz Strobel)
- „Zawołałam za późno” (muz. Janusz Strobel)
- „Ziemia obiecana" (muz. Zygmunt Konieczny)
- „Z tobą chcę oglądać świat” (muz. Zbigniew Wodecki)
- „Ździebełko ciepełka” (muz. Janusz Strobel)

## Nagrody i odznaczenia
- 1968: Nagroda Komitetu ds. Radia i TV, zespołowa, za audycje satyryczno-rozrywkowe w Programie Trzecim Polskiego Radia
- 1973: 1. Nagroda na XI Krajowym Festiwalu Piosenki Polskiej w Opolu za „Tango z różą w zębach” (muz. Włodzimierz Nahorny)
- 1974: 1. Nagroda na XII Krajowym Festiwalu Piosenki Polskiej w Opolu za „Radość o poranku” (muz. Juliusz Loranc)
- 1977: 3. Nagroda na XV Krajowym Festiwalu Piosenki Polskiej w Opolu za „Song o ciszy” (muz. Andrzej Zarycki)
- 1977: Grand Prix na Międzynarodowym Festiwalu Interwizji Sopot '77 za „Jeden świat” (muz. Janusz Koman) i „Kochać znaczy żyć” (muz. Barbara Bajer)
- 1978: 1. Nagroda na XVI Krajowym Festiwalu Piosenki Polskiej w Opolu za „Pogrążony we śnie” (muz. Aleksander Maliszewski)
- 1979: Złoty Krzyż Zasługi[14]
- 1983: Nagroda dziennikarzy na XX Krajowym Festiwalu Piosenki Polskiej w Opolu
- 1987: 1. Nagroda na XXIV Krajowym Festiwalu Piosenki Polskiej w Opolu za „Czekamy na wyrok” (muz. Antoni Kopff)
- 1988: Nagroda Przewodniczącego WRN w Opolu na XXV Krajowym Festiwalu Piosenki Polskiej w Opolu za wybitną twórczość literacką i jej prezentację na festiwalach opolskich

## Upamiętnienie
- W styczniu 2013 nazwę rondo Jonasza Kofty nadano skrzyżowaniu bezimiennych ówcześnie ulic w warszawskim Śródmieściu, które później otrzymały nazwy Pamiętajcie o Ogrodach (od tytułu piosenki Jonasza Kofty), oraz Kłopot[15][16][17].
- Cyklicznemu Spotkaniu Młodych Autorów i Kompozytorów „SMAK” w Myśliborzu, w celu upamiętnienia artysty nadano imię Jonasza Kofty. Sam autor wielokrotnie brał udział w SMAK-u, zasiadając w jury konkursu.